# Provincia Capitán Prat
Capitán Prat (Provincia de Capitán Prat) este o provincie din regiunea Aisén, Chile, cu o populație de 4.003 locuitori (2012) și o suprafață de 37043,6 km2.